# Двойной концерт для скрипки и виолончели с оркестром
Двойной концерт для скрипки и виолончели с оркестром (нем. Doppelkonzert für Violine, Violoncello und Orchester) ля минор Op. 102 — произведение Иоганнеса Брамса, его последнее сочинение для оркестра. Написан в 1887 году. Примерная продолжительность звучания 35 минут.

## История создания и исполнения
Брамс работал над концертом летом 1887 года во время летнего отдыха в швейцарском городе Тун. Первоначально он думал о концерте для виолончели с оркестром, поскольку давно обещал написать что-то для виолончелиста Роберта Хаусмана. Однако затем его посетила мысль о двойном концерте, скрипичная партия в котором была бы предназначена для Йозефа Иоахима: 30-летняя дружба между Брамсом и Иоахимом была разрушена в 1883 году, когда выдающийся скрипач обвинил свою жену Амалию в измене ему с музыкальным издателем Фрицем Зимроком и подал на развод, а Брамс написал ей письмо поддержки, которое в дальнейшем было зачитано в суде и послужило одной из причин, по которым суд отказал в разводе. На протяжении нескольких лет два музыканта не разговаривали друг с другом; 24 июля Брамс написал Иоахиму, спросив его, примет ли он от него новое сочинение, и, получив его согласие, принялся за работу. Уже 23 сентября концерт впервые прозвучал для узкого круга приглашённых в исполнении Иоахима, Хаусмана и Баден-Баденского курортного оркестра под управлением автора. Официальная премьера состоялась 18 октября в Кёльне, с теми же солистами, Брамс дирижировал Гюрцених-оркестром. Партитура концерта была издана Зимроком в 1888 году.

## Состав
1. Allegro
2. Andante
3. Vivace non troppo

## Характеристика музыки
Жанр концерта для более чем одного солирующего инструмента на протяжении предшествующих полутора веков был в европейской музыке редкостью, однако Людвиг ван Бетховен в 1804 году написал Тройной концерт для скрипки, виолончели и фортепиано с оркестром, в какой-то мере послуживший Брамсу образцом: во всяком случае, вслед за Бетховеном Брамс часто отдаёт виолончели первое проведение новой темы. Брамс также опирался в работе над концертом на непосредственно предшествовавший опыт взаимодействия скрипки и виолончели в своём фортепианном трио № 3 Op. 101.